# 34363 Prawira
34363 Prawira è un asteroide della fascia principale. Scoperto nel 2000, presenta un'orbita caratterizzata da un semiasse maggiore pari a 2,3417362 au e da un'eccentricità di 0,0926878, inclinata di 7,96381° rispetto all'eclittica.
L'asteroide è dedicato alla studentessa statunitense Jacqueline Prawira.